# مقاطعة وارد (داكوتا الشمالية)
وارد (بالإنجليزية: Ward)‏ هي إحدى مقاطعات ولاية داكوتا الشمالية في الولايات المتحدة الأمريكية.